# Jacopo Tissi
Jacopo Tissi (Landriano, 13 de febrero de 1995) es un bailarín de ballet italiano. Después de trabajar en el Ballet de la Ópera Estatal de Viena y en el Ballet del Teatro de La Scala de Milán al principio de su carrera, se mudó a Moscú para unirse al Ballet del Teatro Bolshói en 2016. Fue nombrado bailarín principal en diciembre de 2021, convirtiéndose en uno de los pocos extranjeros en alcanzar este puesto en la historia de la compañía, pero se fue en marzo por la invasión rusa de Ucrania. Regresará a La Scala en la temporada 2022-23 como bailarín principal invitado.

## Primeros años y formación
Nació en Landriano, Provincia de Pavía. Comenzó a bailar a los cinco años, luego de ver un ballet en la televisión, en una nueva escuela de ballet en su ciudad natal. Ingresó a la Escuela de Ballet del Teatro de La Scala en Milán cuando tenía diez años. En 2013, fue uno de los estudiantes de varias escuelas de ballet que actuaron en el Gran Palacio del Kremlin, Moscú, para la celebración del centenario de la Escuela de Ballet Bolshói. Se graduó en 2014, después de ocho años de formación.

## Carrera
En 2014, después de graduarse, Tissi, de 18 años, se unió al Ballet de la Ópera Estatal de Viena por invitación de Manuel Legris y rechazó una oferta del Ballet del Teatro de La Scala. Al año siguiente, La Scala lo invitó a unirse nuevamente a la compañía y decidió regresar a Milán. Pronto, interpretó al príncipe Desiré en La bella durmiente, junto con Svetlana Zajárova, ya que tanto David Hallberg como su sustituto Serguéi Polunin resultaron heridos. También bailó como Espada en Don Quijote, Des Grieux en Manon de MacMillan y Príncipe Encantador en Cenicienta en Bigonzetti. Trabajó estrechamente con el director de la empresa, Makhar Vaziev, hasta que dejó la empresa en 2016.
En 2016, se unió al Ballet del Teatro Bolshói, luego de ser reclutado por Vaziev, quien pasó a dirigir el Bolshói. Es el primer miembro italiano de la compañía y uno de los pocos bailarines fuera de los estados postsoviéticos. En su primer año, obtuvo papeles principales en El Espectro de la rosa de Fokine, Études de Lander y el segmento «Diamonds» de Jewels de Balanchine, que interpretó en Nueva York para la celebración del 50 aniversario del ballet que contó con bailarines de Bolshói, el New York City Ballet y el Ballet de la Ópera de París.
Tissi fue ascendido a primer solista en noviembre de 2017, luego a solista principal en 2018, y bailó papeles principales en El lago de los cisnes, La bayadera, Raymonda, Llamas de París de  ainonen y Grand Pas Classique de Gsovsky. En 2019, bailó en Romeo y Julieta de MacMillan en el Ballet Real junto a Marianela Núñez como artista invitada, luego de que el compañero de Núñez en el ballet se lesionara, y solo tuvo dos semanas para aprender el papel. También participó en la gira de Zajárova, durante la cual bailó en Caravaggio y Come un Respiro de Bigonzetti y como Boy Capel en Gabrielle Chanel de Possokhov.
En la víspera de Año Nuevo de 2021, luego de una presentación de El cascanueces de Grigorovich, Tissi fue ascendido a bailarín principal en el Ballet Bolshói, convirtiéndose en uno de los pocos extranjeros en alcanzar esta posición en la historia de la compañía. Luego bailó «Diamonds» de Jewels para la temporada de cine de la compañía, así como en Raymonda y Swan Lake, e hizo una aparición especial en La Scala para interpretar La bayadera, reemplazando a un bailarín que dio positivo por COVID-19.
El 7 de marzo de 2022, Tissi anunció en Instagram que dejaba el Bolshói debido a la invasión rusa de Ucrania, la cual denunció. Dario Franceschini, el ministro italiano de cultura, calificó la medida como una «elección valiente y noble». Más tarde ese mes, apareció en una gala benéfica para artistas y refugiados ucranianos en el Teatro degli Arcimboldi de Milán. A finales de mes, se anunció que Tissi regresará al Ballet del Teatro de La Scala como bailarina principal invitada durante la temporada 2022-23 y actuará en varias producciones a lo largo de la temporada. Su primera aparición será en Giselle en julio.